# Arcidiocesi di Nampula
L'arcidiocesi di Nampula (in latino Archidioecesis Nampulensis) è una sede metropolitana della Chiesa cattolica in Mozambico. Nel 2023 contava 589.000 battezzati su 4.423.000 di abitanti. È retta dall'arcivescovo Inácio Saúre, I.M.C.

## Territorio
La diocesi comprende i distretti civili meridionali della provincia di Nampula in Mozambico.
Sede arcivescovile è la città di Nampula, dove si trova la cattedrale di Nostra Signora di Fátima.
Il territorio è suddiviso in 40 parrocchie.

## Storia
La diocesi di Nampula fu eretta il 4 settembre 1940 con la bolla Sollemnibus Conventionibus di papa Pio XII, ricavandone il territorio dalla prelatura territoriale di Mozambico. Contestualmente la prelatura territoriale di Mozambico fu elevata ad arcidiocesi con il nome di arcidiocesi di Lourenço Marques (oggi arcidiocesi di Maputo) e la diocesi di Nampula ne divenne suffraganea.
Il 5 aprile 1957 e il 21 luglio 1973 cedette porzioni del suo territorio a vantaggio dell'erezione rispettivamente delle diocesi di Porto Amélia (oggi diocesi di Pemba) e di Villa Cabral (oggi diocesi di Lichinga).
Il 4 giugno 1984 è stata elevata al rango di arcidiocesi metropolitana con la bolla Quo efficacius di papa Giovanni Paolo II.
L'11 ottobre 1991 ha ceduto un'altra porzione del suo territorio a vantaggio dell'erezione della diocesi di Nacala.

## Cronotassi dei vescovi
Si omettono i periodi di sede vacante non superiori ai 2 anni o non storicamente accertati.
- Teófilo José Pereira de Andrade, O.F.M. † (12 maggio 1941 - 17 febbraio 1951 dimesso[1])
- Manuel de Medeiros Guerreiro † (2 marzo 1951 - 30 novembre 1966 ritirato[2])
- Manuel Vieira Pinto † (21 aprile 1967 - 16 novembre 2000 ritirato)
- Tomé Makhweliha, S.C.I. (16 novembre 2000 - 25 luglio 2016 dimesso)[3]
- Inácio Saúre, I.M.C., dall'11 aprile 2017

## Statistiche
L'arcidiocesi nel 2023 su una popolazione di 4.423.000 di persone contava 589.000 battezzati, corrispondenti al 13,3% del totale.
| anno | popolazione | popolazione | popolazione | presbiteri | presbiteri | presbiteri | presbiteri                | diaconi | religiosi | religiosi | parrocchie |
| anno | battezzati  | totale      | %           | numero     | secolari   | regolari   | battezzati per presbitero | diaconi | uomini    | donne     | parrocchie |
| ---- | ----------- | ----------- | ----------- | ---------- | ---------- | ---------- | ------------------------- | ------- | --------- | --------- | ---------- |
| 1949 | 31.041      | 1.919.767   | 1,6         | 74         | 4          | 70         | 419                       |         | 51        | 57        | 4          |
| 1970 | 224.342     | 1.850.000   | 12,1        | 87         | 12         | 75         | 2.578                     |         | 105       | 125       | 8          |
| 1980 | 248.752     | 1.973.000   | 12,6        | 44         | 6          | 38         | 5.653                     | 1       | 56        | 82        | 52         |
| 1990 | 295.340     | 3.003.000   | 9,8         | 46         | 6          | 40         | 6.420                     |         | 57        | 115       | 55         |
| 1999 | 245.845     | 2.000.000   | 12,3        | 43         | 17         | 26         | 5.717                     |         | 40        | 143       | 36         |
| 2000 | 261.833     | 2.000.000   | 13,1        | 39         | 17         | 22         | 6.713                     |         | 54        | 156       | 36         |
| 2001 | 274.678     | 2.000.000   | 13,7        | 47         | 20         | 27         | 5.844                     |         | 65        | 148       | 37         |
| 2002 | 493.016     | 2.300.000   | 21,4        | 70         | 20         | 50         | 7.043                     |         | 95        | 110       | 37         |
| 2003 | 307.214     | 2.600.000   | 11,8        | 53         | 23         | 30         | 5.796                     |         | 78        | 138       | 37         |
| 2004 | 308.111     | 2.700.000   | 11,4        | 67         | 36         | 31         | 4.598                     |         | 82        | 144       | 37         |
| 2013 | 448.289     | 3.474.000   | 12,9        | 76         | 36         | 40         | 5.898                     |         | 98        | 161       | 40         |
| 2016 | 499.000     | 3.698.000   | 13,5        | 78         | 44         | 34         | 6.397                     |         | 81        | 197       | 40         |
| 2019 | 536.700     | 4.000.000   | 13,4        | 86         | 52         | 34         | 6.240                     |         | 82        | 197       | 40         |
| 2021 | 561.310     | 4.208.000   | 13,3        | 90         | 56         | 34         | 6.236                     |         | 82        | 197       | 40         |
| 2023 | 589.000     | 4.423.000   | 13,3        | 97         | 60         | 37         | 6.072                     |         | 88        | 197       | 40         |